# Dębowa Karczma
Dębowa Karczma (prononciation : [dɛmˈbɔva ˈkart͡ʂma]) est un village polonais de la gmina de Krasne dans le powiat de Przasnysz de la voïvodie de Mazovie dans le centre-est de la Pologne.
Il se situe à environ 6 km au sud-ouest de Przasnysz (siège du powiat) et à 85 km au nord de Varsovie (capitale de la Pologne).

## Histoire
De 1975 à 1998, le village appartenait administrativement à la voïvodie de Ciechanów.